# Мечников, Лев Ильич
Лев Ильи́ч Ме́чников (фр. Léon Metchnikoff; 18 (30) мая 1838 год, Санкт-Петербург — 18 (30) июня 1888 год, Кларан, Швейцария) — швейцарский географ, революционер-анархист и публицист русского происхождения. Научные работы писал на французском языке, публицистические — на итальянском и русском языках.

## Биография

### Происхождение
Л. И. Мечников родился в семье гвардейского офицера и помещика Ильи Ивановича Мечникова (1810—1878) и Эмилии Львовны Мечниковой (урождённой Невахович, 1814—1879). «Корнет Мечников Илья Иванович и дочь титулярного советника Невахович Эмилия Львовна» заключили брак 17 апреля 1832 года в Санкт-Петербурге.
По отцовской линии происходил из старинного молдавского боярского рода, восходящего к Дмитрию Степановичу, вышедшему из Молдавии в Россию при Петре I вместе с Дмитрием Кантемиром. По материнской линии — внук еврейского просветителя, публициста и драматурга Лейба Неваховича (Льва Николаевича) Неваховича (1776—1831), считающегося основателем жанра «русско-еврейской литературы», в честь которого и получил своё имя; племянник карикатуриста и издателя Михаила Львовича Неваховича и драматурга, заведующего репертуарной частью Императорских театров Александра Львовича Неваховича.
Младший брат — физиолог, лауреат Нобелевской премии Илья Ильич Мечников.

### Детство и юность
В 1850—1852 годах был воспитанником петербургского училища правоведения. Оставил учёбу из-за коксита (воспаление тазобедренного сустава). В результате правая нога Мечникова была короче левой, и он всю жизнь пользовался костылём, а обувь шил на заказ — на высокой подошве. Детские годы провёл в отцовском имении Ивановка, затем в Панасовке Купянского уезда Харьковской губернии. Образование получил домашнее, лишь полгода проучился в Харьковской гимназии. В 1855 году один семестр учился на медико-хирургическом факультете Харьковского университета, который оставил по настоянию родителей. В 1856—1858 годах учился на факультете восточных языков Петербургского университета. Параллельно посещал занятия в Академии художеств. Из-за финансовых затруднений оставил университет и год работал переводчиком при дипломатической миссии Б. П. Мансурова на Ближнем Востоке; посетил Константинополь, Афон и Иерусалим. Был уволен за дерзкое поведение. Вернулся в Петербург, где два месяца слушал лекции на физико-математическом факультете Петербургского университета, сдал государственные экзамены за полный курс и получил свидетельство об окончании университета. Затем служил в Русском обществе пароходства и торговли (РОПиТ) на Ближнем Востоке: совершил несколько плаваний по Дунаю, Чёрному и Эгейскому морям, служил помощником торгового агента в Бейруте. Весной 1860 года из Константинополя уехал в Венецию учиться живописи.

### В эмиграции
Когда 6 мая 1860 года генерал Джузеппе Гарибальди во главе 1200 добровольцев высадился на Сицилии, Мечников выступил с инициативой создать ему в помощь Славянский легион, после чего стал известен австрийской полиции и бежал во Флоренцию, где вступил во вспомогательный отряд гарибальдийцев под командованием полковника Дж. Никотеры. В его составе совершил плавание на Сицилию и Апеннинский полуостров. В битве при Вольтурно 1 октября 1860 года был ранен.
В дальнейшем с 1861 года жил в Сиене, а после женитьбы в 1862 году на Ольге Ростиславовне Скарятиной (ур. Столбовской) — во Флоренции. Был близок с русскими художниками (круг Н. Н. Ге), принимал активное участие в жизни русской эмиграции, политической жизни Италии, издавал газету «Бич» (Flegello). О событиях 1860 года в Италии написал большой очерк «Записки гарибальдийца» (подписано — М.) и издал его в 1861 году в журнале «Русский вестник». В 1863 году под псевдонимом Леон Бранди в журнале «Современник» опубликовал автобиографическую повесть «Смелый шаг», которая, в дополнение к изданию романа Н. Г. Чернышевского «Что делать?», послужила причиной временной приостановки издания журнала. В конце 1864 году за активную республиканскую деятельность был выслан из Италии и переехал в Женеву. Активно сотрудничал с русскими и европейскими социалистами и анархистами (Александром Герценом, Михаилом Бакуниным, Николаем Огаревым, Элизе Реклю, Адольфом Асси и др.). Помогал участникам Парижской коммуны, участвовал в подготовке Гаагского конгресса I Интернационала, проводя в Испании и Франции агитацию в пользу Альянса социалистической демократии. Анархист, сторонник М. А. Бакунина.
В конце 1860-х начале 1870-х годов много путешествует по Европе, излагая свои впечатления в статьях, публикуемых в русских журналах «Современник», «Русский вестник», «Дело» и др. Это статьи о географии, литературе (итальянской, французской, английской, русской) живописи, общественных событиях Европы и Америки.
В 1873 году приступает к изучению японского языка и истории Японии. Готовясь к поездке в эту страну, изучает фотодело. В 1874 году на два года уезжает в Токио, где преподает в Токийской школе иностранных языков. Параллельно изучает природу, историю и культуру Японии, японское общество, обрабатывает накопленный материал, заранее готовя большую книгу-исследование о Японии. В 1876 году, совершив кругосветное плавание, возвращается в Женеву.
За последующие 5 лет издал множество статей географического и этнографического характера, в 1881 году выпустил книгу «L’Empire Japonais» — почти 700-страничный трактат о Японии, дополненный собственноручно выполненными географическими картами, рисунками в японском стиле и фотографиями. В книге предложил и реализовал революционный для географии и этнографии принцип «страна — народ — история». (На русский язык до сих пор не переведена). Тогда же приступил к работе секретаря издаваемой Э. Реклю 19-томной «Nouvelle Geographie Universelle» («Новая всемирная география». В русском издании 1876—1884 годов — «Земля и люди. Всеобщая география»). Владел 10 языками — русским, английским, французским, немецкий, польским, итальянским, испанским, арабским, турецким, японским.
В конце 1870 — начале 1880-х годов был самым активным автором журнала «Дело»: «Итоги нашей промышленности» (1877), «Жёлтый вопрос» (1878), «Мещанское царство» (1879), «Хлебный вопрос в Америке и Европе» (1880), «Колонизация в Австралии и Америке» (1880), «Заметки об аграрном быте Франции» (1882), «Проекты аграрных преобразований в Англии» (1883), «Национальное единство и федерализм в Германии» (1883) — эти и другие статьи, посвящённые разнообразным вопросам жизни человечества он публикует под псевдонимами и криптонимами — Эмиль Денегри, Виктор Басардин, А. Д., В. Б. и др. В «Деле» им помещены и большие, этапные работы: «Душевная гигиена» (1878), «Культурное значение демонизма» (1879), «Вопросы общественности и нравственности» (1879), «Жан-Жак Руссо» (1881), «Школа борьбы в социологии» (1884). В  1882 году опубликовал повесть «На всемирном поприще» — о русских художниках, живших в Париже.
В это же время пишет главный труд своей жизни — книгу «Цивилизация и великие исторические реки». В её основе — устройство общества и освоение им географической среды. Согласно теории Мечникова, подневольные союзы людей могут освоить только исторические реки (Нил, Тигр и Евфрат, Инд и Ганг, Янцзы и Хуанхэ), подчинённые — уже средиземные моря, и только свободные — океаны. Основа же общественного устройства — способность его членов к солидарности.

…Смерть или солидарность, других путей у человечества нет. Если оно не хочет погибнуть, то люди неизбежно должны прибегать к солидарности и к общему коллективному труду для борьбы с окружающими неблагоприятными условиями физико-географической среды. В этом заключается великий закон прогресса и залог успешного развития человеческой цивилизации.

Умер 18 июня 1888 года от эмфиземы лёгких и был похоронен на Кларанском кладбище. Могила упразднена. Труд всей его жизни «La civilisation et les Grands Fleuves historiques» («Цивилизация и великие исторические реки») был издан его другом Ж.- Ж. Элизе Реклю в Париже в 1889 году. На издание откликнулись Ф. Ратцель, П. Г. Виноградов, В. С. Соловьёв, М. М. Ковалевский, Г. В. Плеханов, В. Ф. Эрн и др. Книга Мечникова оказала значительное влияние на мировоззрение ирландского писателя Джеймса Джойса, который прочёл её в 1924 году.
На русском языке книга «Цивилизация и великие исторические реки» издавалась 6 раз. Первый перевод, М. Д. Гродецкого, вышел в 1898 году, переиздавался в 1899-м и после 1914 года, второй, Н. А. Критской, выходил в 1924, 1995 и 2013 годах.
В честь Льва Мечникова названа горная вершина в Антарктиде (71°36′ ю.ш, 11°29′ в.д., открыта и нанесена на карту в 1961 году, название присвоено в 1966 году), в 2013 году к 175-летию со дня рождения Л. И. Мечникова Почтой России выпущен художественный маркированный конверт.

## Взгляды

### Политические взгляды
Мечников решительно выступал против расизма и географического фатализма, был сторонником естественнонаучного материализма, полной свободы человека, по своим политическим взглядам — анархист. Для него важными ценностями стали свобода труда и стремление к будущему, осуществляемое посредством непрерывной творческой деятельности.

### Взгляды на историю
Концепция мирового развития
Мечников обосновал идею развития мира от неорганической (механизмы) к органической (организмы) и, далее, к разумной (общества) природе.
Им открыт закон развития человеческого общества — закон кооперации. Он заключается в том, что в ходе постепенного развития общества уровень солидарности между людьми неуклонно повышается.
Во взглядах на историю человечества Мечников придерживался теории неуклонного прогресса. Он обосновывал это тем, что только в рамках такой концепции существование человечества приобретает смысл, свою направленность. Доказать данную теорию он хотел в духе естественнонаучных исследований, с минимизированной субъективностью, которая в некоторой степени сопровождала социологию того времени.
Создана основа дисциплины «геополитика» в её русском исполнении: в отличие от западной, которая приравнивает общества к организмам, русская ставит общество на более высокую ступень развития. Мечников — «отец» русской геополитики.
Принципиально важным для изучения истории формирования общества положением Мечников считал то, что его развитие не определяется исключительно внутренними взаимодействиями людей. Он был равно против как географического детерминизма в его крайних формах, так и отказа от связи между развитием цивилизаций и географией.
Страна-народ-история
Этот принцип плодотворно реализован в краеведении и геополитике.
Теория формирования земных цивилизаций
Земная цивилизация по Мечникову, так же как и по Марксу, начинается с труда, который и создал человека. Причина труда по Мечникову такова: «Под страхом неминуемой смерти река-кормилица заставляла население соединять свои усилия на общей работе, учила солидарности, хотя бы в действительности отдельные группы населения ненавидели друг друга». Кроме того, для развития общества и укрепления социальных связей между людьми Мечников признавал необходимым наличие в некоторой степени неблагоприятных условий. В противном случае, если человеку не приходится прилагать никаких усилий для сохранения своей жизни, то он и не будет заинтересован в развитии, останется на примитивной ступени.
Таким образом, начало земных цивилизаций — деспотия. Прогресс осуществляется при постепенном развитии личности, её стремлении к свободе, анархии. Чем более свободно общество, тем более трудную для жизни среду оно может освоить.